# Шпремберг
Шпре́мберг или Гродк (нем. Spremberg , н.-луж.  и в.-луж. Grodk) — город в Германии, в земле Бранденбург.
Входит в состав района Шпре-Найсе.  Занимает площадь 180,04 км². Официальный код — 12 0 71 372.

## Административное деление
- Вадельсдорф (Закрейц)
- Весков (Вяска)
- Грауштайн (Сыйк)
- Грос-Луя (Лойов)
- Зелессен (Зелесна)
- Лескау (Леск)
- Терпе (Терпе)
- Траттендорф (Дубрава)
- Тюркендорф (Закрёв)
- Хайдемюль (Гоздж)
- Хорнов (Лешче)
- Шварце-Пумпе (Чорна-Пумпа)
- Шёнхайде (Прашийца)

## Население
Входит в состав культурно-территориальной автономии «Лужицкая поселенческая область», на территории которой действуют законодательные акты земель Саксонии и Бранденбурга, содействующие сохранению лужицких языков и культуры лужичан. Официальным языком в населённом пункте, помимо немецкого, является лужицкий.
| Год  | Численность | Численность |
| ---- | ----------- | ----------- |
| 2000 | 28 160      | [ 2 ]       |
| 2005 | 26 416      | [ 2 ]       |
| 2010 | 24 373      | [ 3 ]       |
| 2015 | 22 232      | [ 4 ]       |
| 2020 | 21 749      | [ 5 ]       |
| 2021 | 21 464      | [ 6 ]       |
| 2022 | 21 585      | [ 7 ]       |
| 2023 | 21 497      | [ 8 ]       |